# فريدريك كلاين
فريدريك أوغسطس كلاين (1827–1903)،  أو F. A. Klein كما يطلق عليه في كثير من الأدبيات، راهب ألماني لدى الجمعية الكنسية التبشيرية في الشرق الأوسط. عرف باكتشاف نقش ميشع  في الأردن سنة  1868، الذي يعود تاريخه إلى حوالي 840 ق. م.

## نشأته
كلاين ولد في ستراسبورغ، فرنسا، في عام 1827. درس في وقت لاحق في بعثة معهد بازل، ثم التحق بكلية الجمعية الكنسية التبشيرية. لاحقاً أعطي الرتب الكهنوتية الأنجليكانية.

## المهمة التبشيرية
غادر إلى فلسطين العثمانية في عام 1851. توفيت زوجته في الناصرة يوم 10 أكتوبر عام 1851. خدم في الناصرة حتى عام 1855 ثم في القدس لمدمة 22 عاماً ؛ كما سافر إلى الأردن. غادر إلى ألمانيا سنة 1877.

## مساهماته
عرف باكتشاف نقش ميشع في الأردن. ومع ذلك كان أيضاً واحداً من عدة مبشرين ألمان ممن قضوا فترة طويلة في مهمتهم أتقن معها اللغة العربية، مما ساهم في وقت لاحق في تطور البعثات التبشيرية. كما أنه كان مهتماً بالشراكة الإسلامية المسيحية.